# خورشیدگرفتگی ۶ دسامبر ۲۰۸۶
خورشیدگرفتگی ۶ دسامبر ۲۰۸۶ (به انگلیسی: Solar eclipse of December 6, 2086) یک خورشیدگرفتگی از نوع خورشیدگرفتگی جزئی است. این خورشیدگرفتگی در تاریخ ۶ دسامبر ۲۰۸۶ میلادی (‎۱۶ آذر ۱۴۶۵ خورشیدی) روی خواهد داد که زمان اوج آن، ساعت ۵:۳۸:۵۵ به‌وقت ساعت هماهنگ جهانی است.